# Boerlagea
Boerlagea é um género botânico pertencente à família Melastomataceae.